# Agabus fulvipennis
Agabus fulvipennis är en skalbaggsart som beskrevs av Régimbart 1899. Agabus fulvipennis ingår i släktet Agabus och familjen dykare. Inga underarter finns listade i Catalogue of Life.